# Lières
Lières (Nederlands: Lier) is een gemeente in het Franse departement Pas-de-Calais (regio Hauts-de-France) en telt 279 inwoners (1999). De plaats maakt deel uit van het arrondissement Béthune (Betun).

## Geografie
De oppervlakte van Lières bedraagt 3,3 km², de bevolkingsdichtheid is 84,5 inwoners per km².
De onderstaande kaart toont de ligging van Lières met de belangrijkste infrastructuur en aangrenzende gemeenten.

## Demografie
Onderstaande figuur toont het verloop van het inwonertal (bron: INSEE-tellingen).